# Liste der Naturdenkmale in Langsur
Die Liste der Naturdenkmale in Langsur nennt die im Gemeindegebiet von Langsur ausgewiesenen Naturdenkmale (Stand 3. Juni 2024).

## Naturdenkmale
| Nr.         | Bezeichnung  | Lage                                     | Beschreibung           | Bild                                    |
| ----------- | ------------ | ---------------------------------------- | ---------------------- | --------------------------------------- |
| ND-7235-437 | Rosskastanie | Mesenich, Trierer Straße, bei Nr. 5 Lage | Aesculus hippocastanum | Direkt Bild zu diesem Denkmal hochladen |